# Wanze
Wanze är en kommun i Belgien.   Den ligger i provinsen Liège och regionen Vallonien, i den centrala delen av landet, 70 km sydost om huvudstaden Bryssel. Antalet invånare är 13 139.
Trakten runt Wanze består till största delen av jordbruksmark. Runt Wanze är det ganska tätbefolkat, med 104 invånare per kvadratkilometer.